# Marian Grzegorzewski (komunista)
Marian Grzegorzewski pseud. Marusia, Witek (ur. 17 listopada 1889 k. Pilawy w powiecie garwolińskim, zm. 2 kwietnia 1959 w Radomiu) – działacz komunistyczny.
Syn hutnika szkła Aleksandra, od 1896 mieszkał z rodzicami w powiecie lidzkim, gdzie skończył 3 oddziały szkoły zakładowej i od 1902 był uczniem w hucie szkła. Prawdopodobnie był członkiem SDKPiL o pseudonimie "Marusia", w 1908 wziął udział w demonstracji zorganizowanej przez tę partię, za co został aresztowany i uwięziony na 6 tygodni. 1910–1911 czeladnik w różnych hutach, min. w Rydze. Od 1911 mieszkał w Wyczerpach w Częstochowie, wkrótce po osiedleniu się tam został wcielony do rosyjskiej armii - 89 pp w Rewlu (obecnie Tallin), w 1912 zwolniony ze służby ze względu na stan zdrowia. 1912–1922 majster, potem robotnik w hucie szkła "Paulina" w Częstochowie z przerwą 1914–1917, gdy był robotnikiem w Bóbrku Śląskim. 1918 był członkiem Milicji Ludowej i częstochowskiej Rady Delegatów Robotniczych (RDR). 1922 zredukowany z pracy, pracował dorywczo w fabrykach w Kielcach i Częstochowie, a od 1924 stale w hucie szkła "Hortensja" w Piotrkowie Trybunalskim, gdzie wstąpił do KPRP (od 1925 KPP). W 1926 z listy Lewicy Związkowej kandydował do Rady Miejskiej; w czasie akcji wyborczej na krótko aresztowany. 1926–1929 pracował dorywczo w fabrykach w Białymstoku, Łodzi i Zawierciu, od 1929 ponownie majster w hucie w Częstochowie. Był sekretarzem Komitetu Dzielnicowego (KD) KPP w Wyczerpach. Od 1934 majster w hucie szkła Dąbrówka w Dąbrowie k. Łukowa. Organizował życie polityczne na terenie huty, m.in. był organizatorem obchodów święta 1 maja w 1938. VI 1939 huta została zamknięta, a M. Grzegorzewski przeniósł się do Poznania. Po zajęciu Polski przez Niemców i Sowietów IX 1939 przebywał w Dąbrowie k. Łukowa, a od lipca 1940 w Radomiu i Bukowcu p. Radomiem, gdzie dorywczo zajmował się szkleniem okien i drobnym handlem. III 1945 wstąpił do PPR i został instruktorem propagandy w Komitecie Powiatowym (KP) PPR w Radomiu. Był delegatem na I Zjazd PPR w grudniu 1945 w Warszawie. Od 1946 II sekretarz, a od 1947 I sekretarz KP PPR/PZPR w Radomiu. 1950–1952 sekretarz Prezydium Miejskiej Rady Narodowej (MRN) w Radomiu, 1952–1954 kierownik kadr w Radomskim Przedsiębiorstwie Budownictwa Miejskiego. Odznaczony m.in. Krzyżem Oficerskim Orderu Odrodzenia Polski (28 kwietnia 1955).